# Гречихина, Наталья Борисовна
Наталья Борисовна Гречихина (урожд. Марьянова) (род. 11 июня 1964 года) — заслуженный тренер России (подводный спорт), старший тренер сборной России по подводному спорту.

## Карьера
Чемпионка Европы 1983 года.
После окончания спортивной карьеры стала тренером.
В настоящее время является старшим тренером сборной России по подводному спорту. Президент Федерации подводного спорта Томской области.
Среди её воспитанников:
Выпускница химического факультета ТГУ.
Член Совета директоров CMAS.